# Hans Moritz von Brühl
Pour les articles homonymes, voir von Brühl.
Hans Moritz von Brühl, né le 20 décembre 1736 et mort le 22 janvier 1809 ou le 9 juin 1809, est un diplomate et astronome allemand, résidant une grande partie de sa vie à Londres, où il est connu sous le nom de John Maurice, comte de Brühl.

## Biographie
Il est le fils de FW comte von Brühl de Martinskirchen, décédé en 1760, et le neveu de l'homme d'État polonais-saxon Heinrich von Brühl. Né à Wiederau dans l'électorat de Saxe, il étudie à Leipzig et noue une étroite amitié avec Christian Fürchtegott Gellert, qui correspond avec lui depuis quelques années. A Paris, en 1755, Brühl, alors dans sa dix-neuvième année, participe activement à la diplomatie saxonne et est convoqué à Varsovie en 1759. Il est nommé, sous l'influence de son oncle, chambellan et commandant en Thuringe, et en 1764 nommé ambassadeur extraordinaire à la cour de Saint-James.
Il aime l'astronomie et promeut ses intérêts. Par son influence, Franz Xaver von Zach, qui entre dans sa famille comme tuteur peu de temps après son arrivée à Londres en novembre 1783, devient astronome. Avec un sextant de Hadley et un chronomètre de Josiah Emery, ils déterminent ensemble, en 1785, les latitudes et longitudes de Bruxelles, Francfort, Dresde et Paris. Brühl construit (probablement en 1787) un petit observatoire dans sa villa à Harefield, et y installe, vers 1794, un cercle astronomique de deux pieds de Jesse Ramsden, l'un des premiers instruments du genre fabriqués en Angleterre. Il est intime avec William Herschel et transmet des nouvelles de découvertes à l'étranger par le biais de Jahrbuch de Johann Elert Bode. Il soutient l'avancement de la chronométrie, dans le travail de Thomas Mudge et Emery.
Il accorde également une attention à l'économie politique et fait une tournée dans les régions les plus reculées de l'Angleterre au début de 1783 pour enquêter sur l'état du commerce et de l'agriculture.
Il est à côté de Philidor, Verdoni et George Atwood l'un des plus grands joueurs d'échecs de son temps.
En 1765, il est élu membre de la Royal Society. À partir de 1788, il est membre du Conseil privé saxon et est chevalier de l'Aigle blanc. À l'exception d'un voyage en 1785, il ne quitte jamais l'Angleterre par la suite, et meurt dans sa maison d'Old Burlington Street le 22 janvier ou le 9 juin 1809, à l'âge de 72 ans.

## Travaux
Il a écrit : 
- Recherches sur divers Objets de l'Économie Politique, Dresde, 1781
- Trois registres d'un chronomètre de poche, Londres, 1785.
- Latitudes et longitudes de plusieurs endroits déterminées, Londres, 1786.
- Nouveau Journal du Chronomètre, fol., Londres, 1790.
- On the Investigation of Astronomical Circles, Londres, 1794[3].
- Un registre des chronométreurs de M. Mudge, Londres, 1794.

Ses contributions se trouvent dans les Astronomisches Jahrbuch de Bode pour 1790-1794, 1797-1799, et dans la suppl. vols. je. ii. iii., ainsi que dans Quartal-Schrift de Canzler et Meissner (y compris des essais sur la finance anglaise), Leipzig, 1783-5. En annexe à la réponse de T. Mudge junior au Dr Maskelyne (1792), il y a par lui « une courte explication des méthodes les plus appropriées pour calculer un taux quotidien moyen ». Il a fourni à Bergasse une préface pour son Betrachtungen über den thierischen Magnetismus, Dresde, 1790.

## Famille
Il épouse, en 1767, Alicia Maria, comtesse douairière d'Egremont, fille de George Carpenter, 2e baron Carpenter ; elle est décédée le 1er juin 1794, lui laissant une fille; en secondes noces, en 1796, Mary Chowne (1741-1811), fille de Thomas Chowne d'Alfriston, (1713-1788) et Mary Tilson.